# Robert Mallet

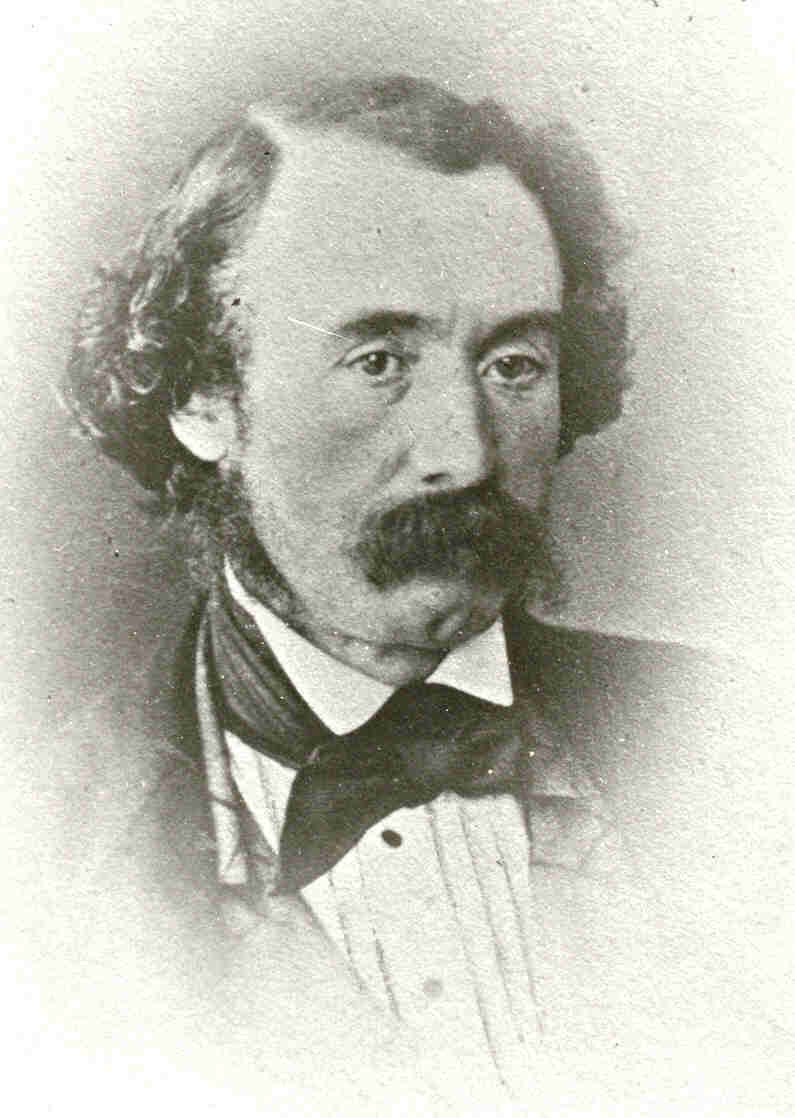
Robert Mallet

Robert Mallet (Dublin, 3 juni 1810 - Clapham, 5 november 1881) was een Iers ingenieur die aardbevingen bestudeerde en inventariseerde.
Hij studeerde aan het Trinity College en studeerde af in wiskunde en wetenschappen in 1830. 
In 1838 werd hij lid van de Royal Geological Society of Ireland en was er tussen  1846–48 voorzitter van. Daarnaast was hij lid van de Royal Irish Academy en in 1835 British Association for the Advancement of Science.
Zijn publicatie "On the Dynamics of Earthquakes" wordt beschouwd als een van de grondleggende publicaties van de moderne seismologie.
In 1854 ontwierp hij ook een kanon met de naam Mallet's Mortar dat in de Krimoorlog werd gebruikt.

## Externe link

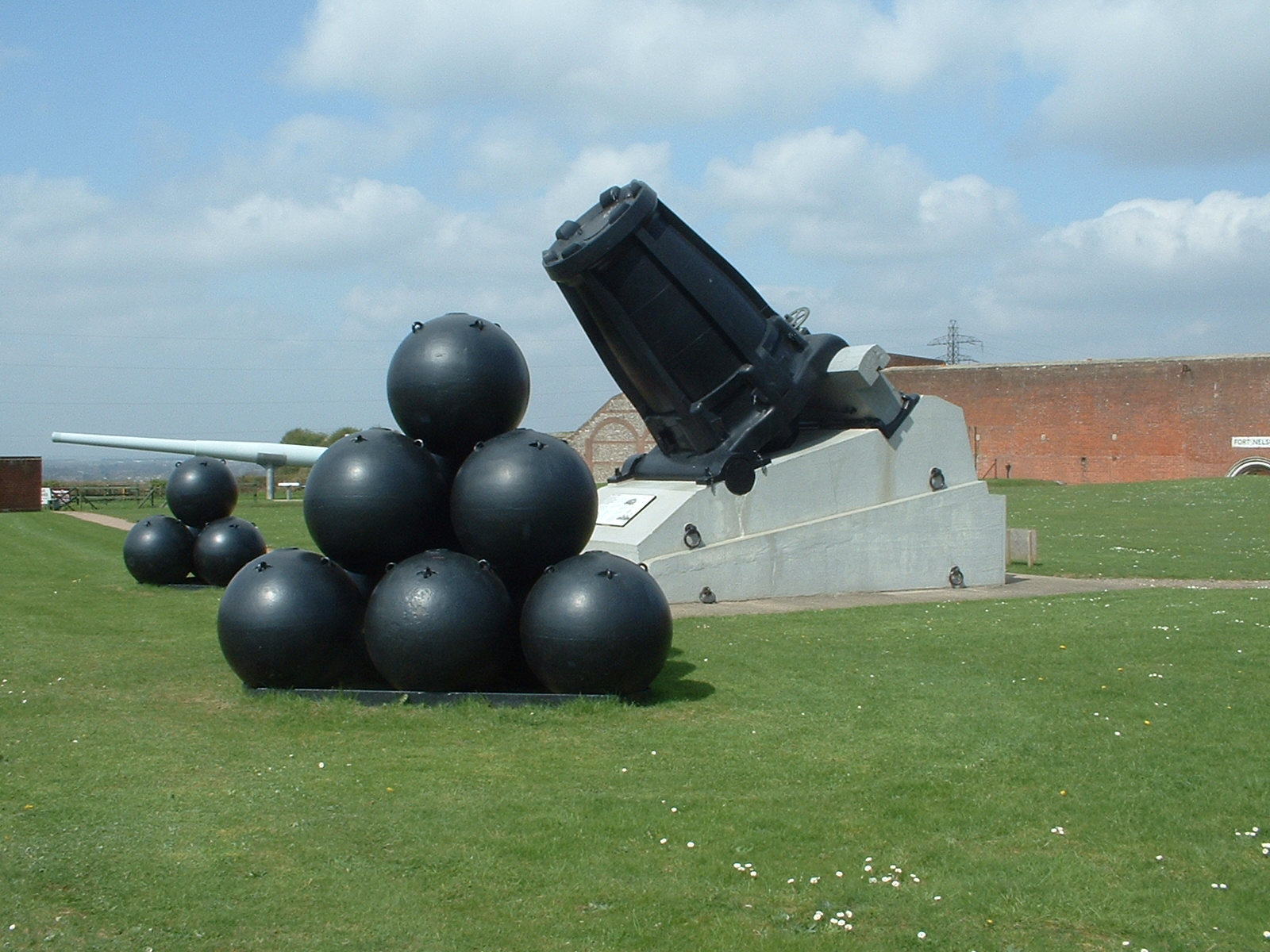
Het door Mallet ontwikkelde kanon